# Yoshiyuki Abe
Yoshiyuki Abe (阿部 良之, Abe Yoshiyuki), né le 15 août 1969 à Osaka, est un coureur cycliste japonais.

## Palmarès
- 1994
  -  Champion du Japon sur route
  - 3e du Tour de Hokkaido
- 1996
  - 6e étape du Tour de Pologne
- 1997
  -  Champion du Japon sur route
  - Japan Cup
- 1999
  -  Champion du Japon du contre-la-montre
- 2000
  -  Champion du Japon sur route
- 2001
  - 2e du championnat du Japon du contre-la-montre
- 2003
  - Tour de Chine
- 2004
  - 2e du championnat du Japon du contre-la-montre
- 2006
  -  Médaillé de bronze du contre-la-montre par équipes aux Jeux asiatiques
  - 3e du Tour de Hainan

## Classements mondiaux
| Année         | 2006 | 2007 |
| ------------- | ---- | ---- |
| UCI Asia Tour | 154e | 92e  |